# Stranska vas pri Semiču
Stranska vas pri Semiču – wieś w Słowenii, w gminie Semič. W 2018 roku liczyła 58 mieszkańców.